# Kaykıllı, Karahallı
Kaykıllı là một xã thuộc huyện Karahallı, tỉnh Uşak, Thổ Nhĩ Kỳ. Dân số thời điểm năm 2010 là 562 người.